# Gyula (voievod)
Gyula (în limba greacă Gylas) a fost, în jurul anului 952, un conducător al tribului maghiar omonim, numele său semnificând și o importantă demnitate cu caracter laic. A fost tatăl Șaroltei, mama primului rege maghiar, Ștefan I. Este întâlnit în istorie și sub numele  Geula / Gyla sau Iula / Jula cel Tânăr.

## Biografie
Gyula este menționat de unguri, în Gesta Hungarorum, capitolul De morte Gelou, ca voievod dux magnus et potens în Transilvania. Conform cronicii lui Anonymus, Gyula a fost un descendent al lui Tuhutum, căpitanul lui Árpád, care l-a învins pe Gelu conducătorul românilor din Transilvania.
Dacă datele din Anonymus referitoare la succesiunea Gelu-Tuhutum-Gyula sunt reale, rezultă că românii din ducatul lui Gelu au format populația autohtonă și în voievodatul condus de Gyula.
Urmașii lui Tuhutum au extins voievodatul lui Gelu până la Alba Iulia și au format voievodatul autonom al Transilvaniei. Teritoriul era până la Mureș, vecin cu voievodatul lui Ahtum din Banat.  Istoricul Florin Curta consideră totuși că nu sunt date suficiente pentru o dinastie Tuhutum-Gyula.
Gyula și-a stabilit reședința la Bălgrad. În anul 953 trece la creștinism, primind botezul la Constantinopol, de unde îl va aduce pe grecul Ierotei (Hieroteus) pe scaunul bisericii bizantine din Alba Iulia, fapt disputat în istoriografie. Documentele istorice bizantine arată că Ierotei a fost primul episcop al Turkiei; dar conform Institutului de istorie al Academiei Ungariei, Turkia din documentele bizantine era chiar Transilvania, definită de râurile Criș, Mureș, Timiș, iar în vest de Tisa. Episcopia a fost creată pentru mulțimea de credincioși români și slavi.
Într-o cronică germană, Gyula era considerat rege: 
„Stephen rex Ungaricus super avunculum suum regem Iulum cum exercitum venit”—Annales Hildesheimenses - text original
Ruinele bisericii bizantine construite de Gyula au fost descoperite în 2011.
În jumătatea a doua a secolului X politica urmașului lui Gyula manifestă tendințe centrifuge față de centrele de putere din Câmpia Panoniei și a dat adăpost refugiaților politici și religioși, fapt pentru care în anul 1003 va fi atacat și dus în captivitate de regele Ștefan I al Ungariei.
Fiii lui Gyula s-au ridicat în 1046 împotriva regelui Petru Orseolo, sprijinind un pretendent creștinat răsăritean. Războiul civil care a urmat a dus la moartea regelui Petru, la moartea episcopului Gerard și la domnii instabile.

## Legături externe
- Descoperiri noi http://www.dacoromania-alba.ro/nr55/adevarul_istoric_alba_iulia.htm